# Willibald Heilmann
Willibald Heilmann (* 9. März 1928 in Offenbach; † 30. April 2006) war ein deutscher Altphilologe und Professor für Fachdidaktik des Altsprachlichen Unterrichts.

## Leben
Nach dem Abitur studierte Heilmann von 1947 bis 1952 Klassische Philologie, Klassische Archäologie, Philosophie und Germanistik in Bamberg und Frankfurt am Main, wo er anschließend eine Tätigkeit als Gymnasiallehrer für Latein und Griechisch am Heinrich-von-Gagern-Gymnasium aufnahm. Nebenher veröffentlichte Heilmann zahlreiche Aufsätze zu fachdidaktischen Problemen und Fragestellungen des altsprachlichen Unterrichts. 1959 wurde er bei Erwin Wolff mit einer Studie zur Bedeutung der Venus bei Tibull zum Dr. phil. promoviert. 1964 verließ er den Schuldienst und trat eine Stelle als Akademischer Rat an der Frankfurter Universität in Frankfurt am Main an. 1973 habilitierte er sich und erhielt ebendort die Professur für Klassische Philologie mit dem Schwerpunkt Didaktik der Alten Sprachen. Zu seinen Forschungsgebieten gehörten neben Vergil, Martial, Ennius, Cicero und Tacitus auch die lateinische Lyrik des Mittelalters.
In den fachdidaktischen Diskussionen der gymnasialen Curricula der 1970er Jahre tat sich Heilmann als einer der ersten Altphilologen hervor, die Didaktik der Alten Sprachen mit Methoden moderner Linguistik verbanden und eine neue Form der Textgrammatik erstellten. Die von Heilmann verfassten Lehrbücher für Latein (Contextus) und Griechisch (Lexis), die eine Überwindung der strikten Trennung zwischen dem Sprach- und Lektüreunterricht vorsahen, wurden wegweisend für nachfolgende Unterrichtswerke. Darüber hinaus war Heilmann über dreißig Jahre lang für die fachdidaktische Zeitschrift Der Altsprachliche Unterricht (AU) als Autor und Berater der Redaktion tätig. 
Willbald Heilmann lebte in Mühlheim und starb nach längerer Erkrankung am 30. April 2006 im Alter von 78 Jahren.

## Veröffentlichungen (Auswahl)
- τύποι. Griechische Kurzgrammatik. Diesterweg, Frankfurt am Main 1995.
- Wege zum Textverstehen. Friedrich, Velber 1993.
- Ethische Reflexion und römische Lebenswirklichkeit in Ciceros Schrift „de officiis“. Steiner, Wiesbaden 1982.
- Literaturunterricht: Methoden, Probleme, Beispiele. Klett, Stuttgart 1976.
- Lexis. Diesterweg, Frankfurt am Main / Berlin / München 1972.
- Die Bedeutung der Venus bei Tibull. Unter besonderer Berücksichtigung von Horaz und Properz. Dissertation, Frankfurt am Main 1959.